# Caragana prestoniae
Caragana prestoniae là một loài thực vật có hoa trong họ Đậu. Loài này được R.J.Moore miêu tả khoa học đầu tiên.